# TKO Group Holdings
TKO Group Holdings, Inc. (TKO) – amerykański konglomerat medialny utworzony przez Endeavor w ramach fuzji World Wrestling Entertainment, Inc. (WWE) i Zuffa, spółki-matki Ultimate Fighting Championship (UFC). Po zakończeniu fuzji 12 września 2023 roku zarówno WWE, jak i UFC działają jako dywizje pod szyldem TKO.
Fuzja oznaczała, że po raz pierwszy WWE nie było wyłącznie i głównie kontrolowane większościowo przez rodzinę McMahon, która założyła firmę i była jej właścicielem przez ponad 70 lat. Oznaczało to trzecią zmianę właściciela UFC, ponieważ jej spółka-matka Zuffa została sprzedana firmie Endeavor w 2016 roku. Zuffa wcześniej kupiło UFC od Semaphore Entertainment Group w 2001 roku.
Dyrektor generalny Endeavor (CEO) Ari Emanuel jest dyrektorem generalnym nowej firmy, a Mark Shapiro pełni funkcję prezesa i dyrektora operacyjnego. Emanuel nie przyjął żadnych twórczych ról w WWE ani UFC, Nick Khan został prezesem WWE po fuzji, a Dana White pełni funkcję dyrektora generalnego UFC.
28 lutego 2025 roku TKO przejęło IMG, On Location Events i Professional Bull Riders od swojej spółki macierzystej Endeavor. 19 kwietnia 2025 roku WWE, spółka zależna TKO, ogłosiła, że nabyła meksykańską promocję wrestlingu Lucha Libre AAA Worldwide.

## Tło

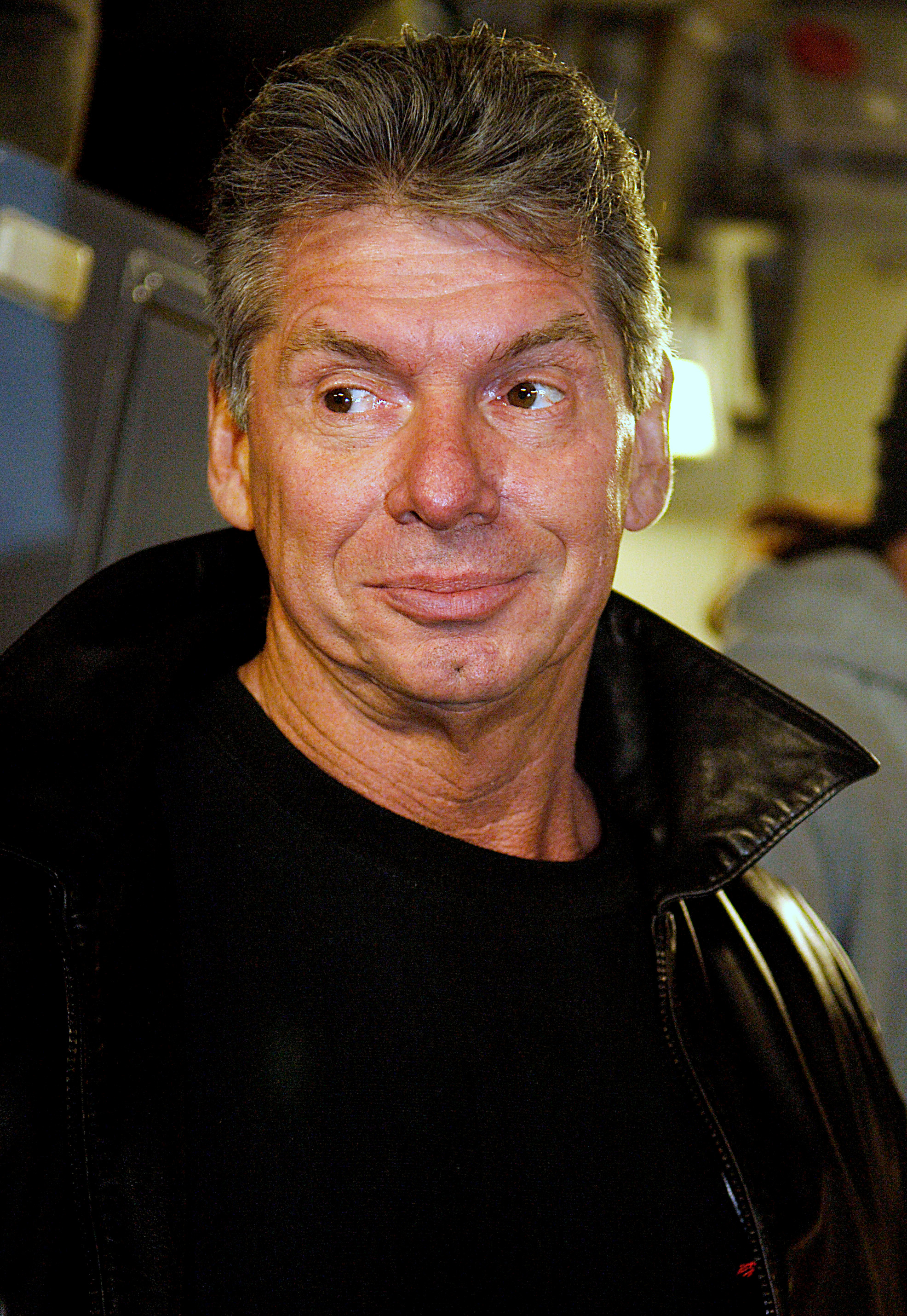
Vince McMahon, promotor wrestlingu w trzecim pokoleniu i współzałożyciel Titan Sports, Inc., pierwotnie pełnił funkcję prezesa wykonawczego TKO Group Holdings.

WWE z siedzibą w Stamford w stanie Connecticut zostało założone w 1952 roku jako Capitol Wrestling Corporation (CWC), północno-wschodnie terytorium National Wrestling Alliance (NWA). CWC było prowadzone przez Vincenta J. McMahona, syna promotora boksu i zapasów Jessa McMahona. W następstwie sporu o rezerwacje dotyczące zapaśnika CWC Buddy’ego Rogersa i NWA World Heavyweight Championship, CWC opuściło NWA i stało się World Wide Wrestling Federation (WWWF) w styczniu 1963, a do 25 kwietnia 1963 Rogers został ogłoszony pierwszym WWWF World Heavyweight Championem. W 1979 roku nazwę WWWF zmieniono na World Wrestling Federation (WWF); WWF ostatecznie odeszło z NWA w 1983 roku. 
Obecna osoba prawna, pierwotnie nazywająca się Titan Sports, Inc., została utworzona 21 lutego 1980 roku w South Yarmouth w stanie Massachusetts, ale w 1987 roku została ponownie zarejestrowana zgodnie z prawem stanu Delaware General Corporation Law. Współzałożycielami Titan Sports byli Vince McMahon, syn Vincenta J. i jego żona Linda. W 1982 roku przejął Capitol Wrestling Corporation Ltd., spółkę holdingową WWF. Po zakupie WWF Vince McMahon rozszerzył promocję, obalając system terytorialny NWA i organizując wydarzenia w całych Stanach Zjednoczonych i na świecie, które były transmitowane w telewizji na całym świecie. 
W latach 80. WWF zaczął wykorzystywać popularność wschodzącej gwiazdy Hulka Hogana po tym, jak pokonał The Iron Sheika w Madison Square Garden 23 stycznia 1984 roku i zdobył WWF World Heavyweight Championship. 31 marca 1985 WWF zorganizowało pierwszą WrestleManię, która stała się flagowym wydarzeniem WWF. Początkowo transmitowana w telewizji przemysłowej, Wrestlemania stała się płatna w następnym roku, gdy WWF rozszerzyło swoją ofertę pay-per-view i stała się znana jako pionier stosunkowo nowego formatu dystrybucji. W styczniu 1993 roku WWF wprowadziło swój cotygodniowy, epizodyczny program telewizyjny na żywo, Monday Night Raw. 
WWF stało się spółką notowaną na giełdzie w sierpniu 1999 roku, rozpoczynając pierwszą ofertę publiczną na Giełdzie Papierów Wartościowych w Nowym Jorku. Status firmy jako wiodącej na świecie organizacji wrestlingu ugruntował się poprzez przejęcie aktywów World Championship Wrestling w 2001 roku po Monday Night War. 
Nazwa Titan Sports została przemianowana na World Wrestling Federation Entertainment, Inc. w 1999 roku, a następnie na World Wrestling Entertainment, Inc. w 2002 roku po sporze prawnym z World Wildlife Fund. Od 2011 roku firma używa wyłącznie inicjałów WWE, choć nazwa prawna nie uległa wówczas zmianie. 
Większościowym właścicielem WWE był jej prezes wykonawczy, promotor wrestlingu w trzecim pokoleniu Vince McMahon, który przed fuzją zachował 38,6% udziałów w wyemitowanych akcjach firmy i 81,1% głosów. Zamknięcie fuzji spowodowało dramatyczny spadek siły głosu i własności akcji McMahona.

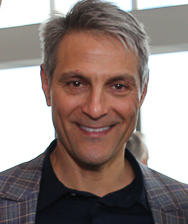
Ari Emanuel, dyrektor generalny i prezes wykonawczy TKO Group Holdings.

Ultimate Fighting Championship (UFC), początkowo będące własnością Semaphore Entertainment Group, został założony przez amerykańskiego biznesmena Arta Daviego i brazylijskiego mistrza sztuk walki Roriona Gracie wraz z ich partnerami z WOW Promotions. Pierwsza gala UFC odbyła się 12 listopada 1993 roku w McNichols Sports Arena w Denver w Kolorado. Celem wczesnych zawodów walki ostatecznej było zidentyfikowanie najskuteczniejszej sztuki walki w zawodach o minimalnych zasadach i bez kategorii wagowych pomiędzy zawodnikami różnych dyscyplin walki. W kolejnych wydarzeniach stworzono bardziej rygorystyczne zasady, a zawodnicy zaczęli przejmować skuteczne techniki z więcej niż jednej dyscypliny, co pośrednio pomogło stworzyć odrębny styl walki, znany jako dzisiejsze mieszane sztuki walki (MMA). 
W kwietniu 1995, po UFC 5, Davie i Gracie sprzedali swoje pozostałe udziały w UFC firmie Semaphore Entertainment Group i rozwiązali WOW Promotions. Sześć lat później, w 2001 roku, Zuffa, firma zajmująca się promocją sportu, na której czele stoją Frank i Lorenzo Fertitta, kupiła UFC od Semaphore Entertainment Group. Posiadanie UFC przez Zuffę doprowadziło do okresu rozwoju firmy i ogólnie sportu MMA; Globalne przywództwo UFC w tym sporcie doprowadziło do zakupu przez Zuffę aktywów Pride Fighting Championships w 2007 roku i promocji Strikeforce w 2011 roku (wśród innych promocji MMA). W 2016 roku Zuffa została sprzedana grupie kierowanej przez Endeavor, znanej wówczas jako William Morris Endeavor (WME – IMG), w skład której wchodzili Silver Lake Partners, Kohlberg Kravis Roberts i MSD Capital za 4,025 miliarda dolarów. W 2017 roku WME – IMG zmieniła nazwę holdingu na Endeavor, a cztery lata później, w 2021 roku, Endeavor wykupił pozostałych właścicieli Zuffy po wycenie 1,7 miliarda dolarów.

## Historia

### Przygotowania WWE do sprzedaży
17 czerwca 2022 roku, w wyniku zarzutów o niewłaściwe postępowanie, Vince McMahon ustąpił ze stanowiska prezesa i dyrektora generalnego WWE, pozostawiając firmę swojej córce Stephanie McMahon i Nickowi Khanowi. W styczniu 2023 roku Vince oświadczył, że zamierza wrócić do WWE przed negocjacjami dotyczącymi praw medialnych. Prawa medialne WWE z Fox i USA Network wygasały w 2024 roku. W tym samym miesiącu JP Morgan został zatrudniony do obsługi ewentualnej sprzedaży firmy, a podobno zalotnikami byli Comcast i Fox Corporation (właściciele partnerów telewizyjnych WWE USA Network i Fox), The Walt Disney Company (właściciele ESPN), Warner Bros. Discovery (partnerzy medialni All Elite Wrestling), Netflix, Amazon, Endeavor (WWE posiadało istniejące relacje biznesowe ze swoją spółką zależną Endeavor Streaming, która przejęła obsługę techniczną jej usługi przesyłania strumieniowego WWE Network w 2019 roku), Liberty Media, Creative Artists Agency oraz Fundusz Inwestycji Publicznych Arabii Saudyjskiej (WWE ma długoterminową umowę z Ministerstwem Sportu Arabii Saudyjskiej w sprawie promowania wydarzeń w kraju).
10 stycznia 2023 roku Stephanie McMahon zrezygnowała z funkcji prezesa i współdyrektora generalnego WWE, po czym Vince McMahon objął stanowisko prezesa wykonawczego WWE, a Nick Khan został jedynym dyrektorem generalnym.

### Formacja
We wrześniu 2023 roku Endeavor Group Holdings, UFC i WWE utworzyły nową spółkę notowaną na giełdzie, TKO Group Holdings, Inc. Nowy podmiot wszedł na giełdę 12 września 2023 roku i jest notowany na nowojorskiej giełdzie papierów wartościowych (NYSE) pod symbolem „TKO”.
Pod koniec transakcji Endeavor posiadał 51% udziałów w TKO Group Holdings, a akcjonariusze WWE posiadali 49% udziałów, wyceniając WWE na 9,1 miliarda dolarów. Po raz pierwszy WWE nie było kontrolowane większościowo przez członków rodziny McMahon. Dyrektor generalny Endeavor, Ari Emanuel, został dyrektorem generalnym TKO, a Mark Shapiro został prezesem i dyrektorem operacyjnym, przy czym każdy z nich zachował swoje role w Endeavor. UFC i WWE nadal działały jako oddzielne dywizje pod rządami TKO, z Daną White’em jako dyrektorem generalnym UFC, a Nick Khan był prezesem WWE po fuzji. Szef kreatywny WWE Paul Levesque pozostał na swoim stanowisku.
Kiedy w kwietniu 2023 r. ogłoszono po raz pierwszy fuzję, Emanuel oświadczył, że „połączy dwie wiodące firmy zajmujące się wyłącznie sportem i rozrywką” oraz zapewni „znaczące synergie operacyjne”. McMahon stwierdził, że „firmy rodzinne muszą ewoluować z właściwych powodów” oraz że „biorąc pod uwagę niesamowitą pracę, jaką Ari i Endeavor wykonali, aby rozwinąć markę UFC – prawie podwajając jej przychody w ciągu ostatnich siedmiu lat – oraz odnieśliśmy już ogromny sukces, współpracując z ich zespołem przy wielu przedsięwzięciach, uważam, że jest to bez wątpienia najlepszy wynik dla naszych akcjonariuszy i innych interesariuszy”.
Fuzja została zamknięta 12 września 2023 roku, a Vince McMahon osobiście był właścicielem około jednej trzeciej akcji zwykłych klasy A firmy TKO Group Holdings, Inc. Pierwszym programem telewizyjnym wyprodukowanym pod szyldem TKO był odcinek WWE NXT z 12 września. Po fuzji Dana White został dyrektorem generalnym UFC.
W styczniu 2024 roku Janel Grant, była pracowniczka centrali WWE w latach 2019–2022, złożyła pozew przeciwko WWE i TKO (przez pełnomocnika). Grant zarzuciła, że McMahon zmusił ją do stosunku seksualnego i wraz z dyrektorem WWE Johnem Laurinaitisem i wrestlerem WWE, który był także byłym zawodnikiem UFC (The Wall Street Journal zidentyfikował go jako Brock Lesnar), handlował nią w celach seksualnych i wielokrotnie wykorzystywał seksualnie i zaatakował ją w latach 2020–2021. Grant zarzuciła, że padła ofiarą „skrajnego okrucieństwa i poniżenia” przez McMahona, w tym wypróżnienia podczas stosunku seksualnego. Grant oświadczyła, że McMahon zgodził się zapłacić jej 3 miliony dolarów w 2022 roku w zamian za NDA, ale przestał płacić po wypłaceniu zaledwie 1 miliona dolarów po pierwszym publicznym ujawnieniu zarzutów o niewłaściwe zachowanie na tle seksualnym w tym samym roku. Prokuratorzy federalni wezwali McMahona do sądu i zajęli się złożonym wnioskiem. Dzień po zgłoszeniu roszczeń, 26 stycznia 2024 roku Vince McMahon złożył rezygnację z TKO. W oświadczeniu McMahon powiedział, że decyzja została podjęta „z szacunku dla WWE Universe, TKO, akcjonariuszy i partnerów biznesowych”.

### Dalsze inwestycje i przejęcia
W lipcu 2024 roku TKO Group ogłosiło inwestycję w EverPass Media, wspieranego przez NFL dystrybutora treści telewizji płatnej do placówek komercyjnych. Shapiro dołączył do zarządu firmy.
23 października 2024 roku ogłoszono, że TKO Group przejmie kilka przedsiębiorstw od Endeavor, w tym firmę zajmującą się zarządzaniem sportem i wydarzeniami IMG (oprócz „przedsiębiorstw związanych z marką IMG w zakresie licencjonowania, modelek i reprezentacji tenisowej, ani pełnego portfolio wydarzeń IMG”), On Location Experiences (luksusowej agencji hotelarskiej skoncentrowanej na dużych wydarzeniach sportowych) i Professional Bull Riders (PBR) za 3,25 miliarda dolarów w ramach transakcji obejmującej wyłącznie akcje, której zamknięcie planowane jest w 2025 roku. Shapiro oświadczył, że Silver Lake Partners zażądało zbycia niektórych aktywów Endeavor w ramach planowanego wykupu firmy i że Endeavor zwrócił się do TKO Group z ofertą. Wyjaśnił, że TKO jest zainteresowane posiadaniem ligi i „przedsiębiorstwami, które mogą napędzać nasz obecny ekosystem sportowy”, podczas gdy firma oświadczyła, że „[rozszerzy] zasięg operacyjny TKO na szybko rozwijającym się rynku sportów premium i umożliwi bezpośredni udział w zyskach z partnerskich lig i wydarzeń”. Zgodnie z warunkami umowy Endeavor będzie właścicielem 59% udziałów w TKO, a pozostali udziałowcy będą kontrolować pozostałe 41%. Sprzedaż została oficjalnie sfinalizowana 28 lutego 2025 roku. Aby promować przejęcie, TKO zorganizowało serię kolejnych wydarzeń PBR, UFC i WWE pod nazwą "TKO Takeover" w dniach 24, 26 i 28 kwietnia w T-Mobile Center w Kansas City, składających się odpowiednio z knockoutu drużynowego PBR, karty UFC na ESPN i WWE Raw.
W dniu 5 marca 2025 roku TKO ogłosiło partnerstwo z Turkim Al-Sheikhem, prezesem General Entertainment Authority Arabii Saudyjskiej, i saudyjskim konglomeratem rozrywkowym Sela w celu uruchomienia nowej promocji boksu w 2026 roku.
19 kwietnia 2025 roku ogłoszono, że meksykańska promocja lucha libre Lucha Libre AAA Worldwide została przejęta przez spółkę zależną TKO WWE we współpracy z Fillip, meksykańską firmą sportowo-rozrywkową, w ramach globalnej ekspansji WWE. Przejęcie ma zostać sfinalizowane w trzecim kwartale 2025 roku.
6 czerwca 2025 roku TKO ogłosiło utworzenie UFC Brazilian Jiu-Jitsu (UFC BJJ), siostrzanej firmy UFC opartej na submission grapplingu. UFC BJJ zostało opisane przez UFC jako "nowa, najważniejsza na świecie seria wydarzeń na żywo w brazylijskim jiu-jitsu". 23 czerwca 2025 roku Ring Magazine oficjalnie ogłosił, że promocja boksu TKO (wcześniej ogłoszona w marcu 2025 roku we współpracy z Turki Al-Sheikh i Sela) będzie nosiła nazwę "Zuffa Boxing". Inauguracyjne wydarzenie Zuffa Boxing, Canelo Álvarez vs. Terence Crawford, odbędzie się 13 września 2025 roku na Allegiant Stadium.

## Własność
Od czerwca 2025 roku, struktura własnościowa TKO Group Holdings składa się z:
- Endeavor (za pośrednictwem Silver Lake) - 61,72%
- Akcjonariusze WWE - 38,28%
  - Różni akcjonariusze - 24,65%
  - Rodzina McMahonów - 4,52%
    - Vince McMahon - 3,25%
    - Stephanie McMahon - 0,98%
    - Linda McMahon - 0,29%

  - The Vanguard Group - 4,03%
  - State Street Corporation - 2,54%
  - BlackRock - 2,20%
  - Dwayne Johnson - 0,17%
  - Nick Khan - 0,11%
  - Andrew Schleimer - 0,04%
  - Jonathan Kraft (Kraft Group) - 0,02%

## Ład korporacyjny
Rada dyrektorów TKO Group Holdings składa się z trzynastu członków, sześciu reprezentujących WWE i siedmiu reprezentujących Endeavor. 23 stycznia 2024 roku skład zarządu TKO zostanie powiększony z 11 do 13 członków. Następnie WWE przeszło pewne zmiany, które obejmowały umowy dotyczące transmisji z różnymi partnerami (w tym Netflix) i zrzeczenie się własności znaku towarowego Dwayne’a Johnsona „The Rock” na rzecz Johnsona, który również dołączył do zarządu TKO. Obecnie istnieje jeden wakat w związku z rezygnacją byłego prezesa wykonawczego Vince’a McMahona w dniu 26 stycznia 2024 roku w następstwie zarzutów o handel ludźmi w celach seksualnych i napaść na tle seksualnym z udziałem byłego pracownika WWE.
| Imię i nazwisko           | Reprezentant | Dodatkowe informacje                              |
| ------------------------- | ------------ | ------------------------------------------------- |
| Ari Emanuel               | Endeavor     | CEO i Prezes wykonawczy TKO Group Holdings        |
| Egon Durban               | Endeavor     | Co-CEO Silver Lake Management                     |
| Nick Khan                 | WWE          | Prezes WWE                                        |
| Steve Koonin              | WWE          | Główny niezależny dyrektor CEO Atlanta Hawks      |
| Jonathan Kraft            | Endeavor     | Prezes Kraft Group i New England Patriots         |
| Sonya Medina Williams     | Endeavor     | Prezes i dyrektor wykonawczy ds. Reach Resilience |
| Mark Shapiro              | Endeavor     | Prezes i COO TKO Group Holdings                   |
| Carrie A. Wheeler         | WWE          | CEO Opendoor                                      |
| Nancy Tellem              | Endeavor     | Chief Media Officer Eko                           |
| Peter Bynoe               | WWE          | Starszy Doradca DLA Piper                         |
| Dwayne "The Rock" Johnson | WWE          | Współwłaściciel United Football League            |
| Brad Keywell              | Endeavor     | Prezes wykonawczy Uptake Technologies             |